# (536) Merapi
(536) Merapi – planetoida z pasa głównego asteroid okrążająca Słońce w ciągu 6 lat i 205 dni w średniej odległości 3,5 j.a. Została odkryta 11 maja 1904 roku w Waszyngtonie przez George’a Petersa. Nazwa planetoidy pochodzi od wulkanu Marapi na Sumatrze, gdzie kilka ekspedycji 17 maja 1901 roku obserwowało zaćmienie Słońca. Przed nadaniem nazwy planetoida nosiła oznaczenie tymczasowe (536) 1904 OF.